# Bóng đá tại Đại hội Thể thao Đông Nam Á 2017 – Nữ
Giải đấu bóng đá nữ tại Đại hội Thể thao Đông Nam Á 2017  được tổ chức tại Malaysia từ ngày 15 đến ngày 24 tháng 8 năm 2017. 5 đội tuyển trong giải đấu nữ sẽ thi đấu theo thể thức vòng tròn một lượt để tính điểm xếp hạng; đội có nhiều điểm nhất sẽ giành huy chương vàng. Không có giới hạn độ tuổi đối với các đội tuyển nữ.
Việt Nam đã giành được tấm huy chương vàng lần thứ năm sau khi thắng đậm 6–0 trước Malaysia trong lượt trận cuối, xếp trên Thái Lan nhờ hiệu số vượt trội. Myanmar giành tấm huy chương đồng chung cuộc khi để thua hai đối thủ ưa thích Việt Nam và Thái Lan.

## Lịch thi đấu
Sau đây là lịch thi đấu cho giải bóng đá nội dung nữ:
| G | Vòng bảng |

| Thứ ba 15 | Thứ tư 16 | Thứ 5 17 | Thứ sáu 18 | Thứ bảy 19 | Chủ nhật 20 | Thứ hai 21 | Thứ ba 22 | Thứ tư 23 | Thứ năm 24 |
| --------- | --------- | -------- | ---------- | ---------- | ----------- | ---------- | --------- | --------- | ---------- |
| G         |           | G        |            |            | G           |            | G         |           | G          |

## Các quốc gia tham dự
5 đội tuyển sau đây đến từ các quốc gia thành viên của Đông Nam Á đã tham dự nội dung thi đấu này.
- Malaysia (MAS)
- Myanmar (MYA)
- Philippines (PHI)
- Thái Lan (THA)
- Việt Nam (VIE)

## Địa điểm
Giải đấu nữ được tổ chức tại hai địa điểm: sân vận động UiTM tại Shah Alam và Sân vận động Đại học Malaya (UM Arena) tại Kuala Lumpur.

## Các trận đấu
| VT | Đội          | ST | T | H | B | BT | BB | HS  | Đ  | Kết quả chung cuộc |
| -- | ------------ | -- | - | - | - | -- | -- | --- | -- | ------------------ |
| 1  | Việt Nam     | 4  | 3 | 1 | 0 | 13 | 2  | +11 | 10 | Huy chương vàng    |
| 2  | Thái Lan     | 4  | 3 | 1 | 0 | 13 | 4  | +9  | 10 | Huy chương bạc     |
| 3  | Myanmar      | 4  | 2 | 0 | 2 | 14 | 6  | +8  | 6  | Huy chương đồng    |
| 4  | Philippines  | 4  | 1 | 0 | 3 | 3  | 13 | −10 | 3  |                    |
| 5  | Malaysia (H) | 4  | 0 | 0 | 4 | 1  | 19 | −18 | 0  |                    |

| Thái Lan                        | 3–2      | Myanmar                  |
| ------------------------------- | -------- | ------------------------ |
| Rattikan 65', 71' · Orathai 88' | Chi tiết | Win Theingi Tun 23', 77' |

| Malaysia    | 1–2      | Philippines                  |
| ----------- | -------- | ---------------------------- |
| Rofinus 51' | Chi tiết | Impelido 45' · Rodriguez 73' |

| Philippines | 0–3      | Việt Nam                                                          |
| ----------- | -------- | ----------------------------------------------------------------- |
|             | Chi tiết | Huỳnh Như 65' · Nguyễn Thị Tuyết Dung 84' · Nguyễn Thị Muôn 90+4' |

| Myanmar                                                                | 5–0      | Malaysia |
| ---------------------------------------------------------------------- | -------- | -------- |
| Farhanah 47' (l.n.) · Win Theingi Tun 63', 77' · Khin Moe Wai 73', 79' | Chi tiết |          |

| Việt Nam                                                    | 3–1      | Myanmar             |
| ----------------------------------------------------------- | -------- | ------------------- |
| Phạm Hải Yến 19' · Nguyễn Thị Bích Thùy 73' · Huỳnh Như 83' | Chi tiết | Win Theingi Tun 59' |

| Thái Lan                                                                  | 6–0      | Malaysia |
| ------------------------------------------------------------------------- | -------- | -------- |
| Orathai 19', 57' · Nisa 54' · Naphat 58' · Saowalak 60' · Taneekarn 90+1' | Chi tiết |          |

| Việt Nam         | 1–1      | Thái Lan     |
| ---------------- | -------- | ------------ |
| Phạm Hải Yến 11' | Chi tiết | Rattikan 41' |

| Myanmar                                                                                     | 6–0      | Philippines |
| ------------------------------------------------------------------------------------------- | -------- | ----------- |
| Khin Moe Wai 4', 80', 90+4' · Win Theingi Tun 16' · Yee Yee Oo 18' · Naw Ar Lo Wer Phaw 19' | Chi tiết |             |

| Thái Lan                               | 3–1      | Philippines |
| -------------------------------------- | -------- | ----------- |
| Rattikan 38' · Nisa 64' · Pitsamai 72' | Chi tiết |             |

| Malaysia | 0–6      | Việt Nam                                                                              |
| -------- | -------- | ------------------------------------------------------------------------------------- |
|          | Chi tiết | Vũ Thị Nhung 7' · Nguyễn Thị Liễu 12', 79' · Nguyễn Thị Muôn 40', 54' · Huỳnh Như 45' |

## Cầu thủ ghi bàn
6 bàn thắng
- Win Theingi Tun

5 bàn thắng
- Khin Moe Wai

4 bàn thắng
- Rattikan Thongsombut

3 bàn thắng
- Orathai Srimanee
- Nguyễn Thị Muôn
- Huỳnh Như

2 bàn thắng
- Nisa Romyen
- Phạm Hải Yến
- Nguyễn Thị Liễu

1 bàn thắng
- Dadree Rofinus
- Naw Ar Lo Wer Phaw
- Yee Yee Oo
- Patrice Impelido
- Hali Moriah Long
- Camille Rodriguez
- Naphat Seesraum
- Pitsamai Sornsai
- Saowalak Pengngam
- Taneekarn Dangda
- Nguyễn Thị Bích Thùy
- Nguyễn Thị Tuyết Dung
- Vũ Thị Nhung

Phản luới nhà
- Nur Athinah Farhanah